# Kirsten Kasper
Pour les articles homonymes, voir Kasper.
Kirsten Kasper née le 31 août 1991 à Ottawa en Ontario est une triathlète professionnelle américaine. Elle est sacrée championne du monde en relais mixte en 2016.

## Palmarès
Le tableau présente les résultats les plus significatifs (podium) obtenus sur le circuit national et international de triathlon depuis 2015,.
| Année | Compétition                                                    | Pays             | Position           | Temps           |
| ----- | -------------------------------------------------------------- | ---------------- | ------------------ | --------------- |
| 2022  | Coupe panaméricaine - Étape super-sprint de Sarasota-Bradenton | États-Unis       | Médaille d'or      | 32 min 47 s     |
| 2021  | Coupe du monde - l'étape sprint de Huatulco                    | Mexique          | Médaille d'argent  | 1 h 0 min 36 s  |
| 2018  | Coupe du monde - l'étape sprint de New Plymouth                | Nouvelle-Zélande | Médaille d'or      | 1 h 3 min 20 s  |
| 2018  | Coupe du monde - l'étape sprint de Sarasota-Bradenton          | États-Unis       | Médaille d'argent  | 54 min 35 s     |
| 2017  | Coupe du monde - l'étape sprint de Cagliari                    | Italie           | Médaille d'argent  | 1 h 2 min 28 s  |
| 2017  | Coupe du monde - l'étape super sprint de Chengdu               | Chine            | Médaille d'argent  | 0 h 29 min 42 s |
| 2017  | WTS Yokohama                                                   | Japon            | Médaille de bronze | 2 h 0 min 47 s  |
| 2016  | Coupe du monde - l'étape sprint de Salinas                     | Équateur         | Médaille d'or      | 0 h 59 min 16 s |
| 2016  | Coupe du monde - l'étape sprint de New Plymouth                | Nouvelle-Zélande | Médaille de bronze | 0 h 59 min 20 s |
| 2016  | Coupe du monde - l'étape sprint de Mooloolaba                  | Australie        | Médaille de bronze | 0 h 58 min 56 s |
| 2016  | Coupe d'Europe - l'étape sprint de Rotterdam                   | Pays-Bas         | Médaille d'argent  | 1 h 1 min 24 s  |
| 2015  | Coupe du monde - l'étape sprint de Huatulco                    | Mexique          | Médaille de bronze | 1 h 6 min 59 s  |

| Année | Compétition                                        | Pays        | Position          | Temps           |
| ----- | -------------------------------------------------- | ----------- | ----------------- | --------------- |
| 2021  | WTS Montréal - série relais mixte                  | Canada      | Médaille d'or     | 1 h 25 min 27 s |
| 2018  | WTS Nottingham - série relais mixte                | Royaume-Uni | Médaille d'or     | 1 h 21 min 16 s |
| 2018  | WTS Edmonton - série relais mixte                  | Canada      | Médaille d'argent | 1 h 19 min 31 s |
| 2017  | Championnats du monde de triathlon en relais mixte | Allemagne   | Médaille d'argent | 1 h 22 min 42 s |
| 2016  | Championnats du monde de triathlon en relais mixte | Allemagne   | Médaille d'or     | 1 h 20 min 29 s |